# Stanislaw Janewski

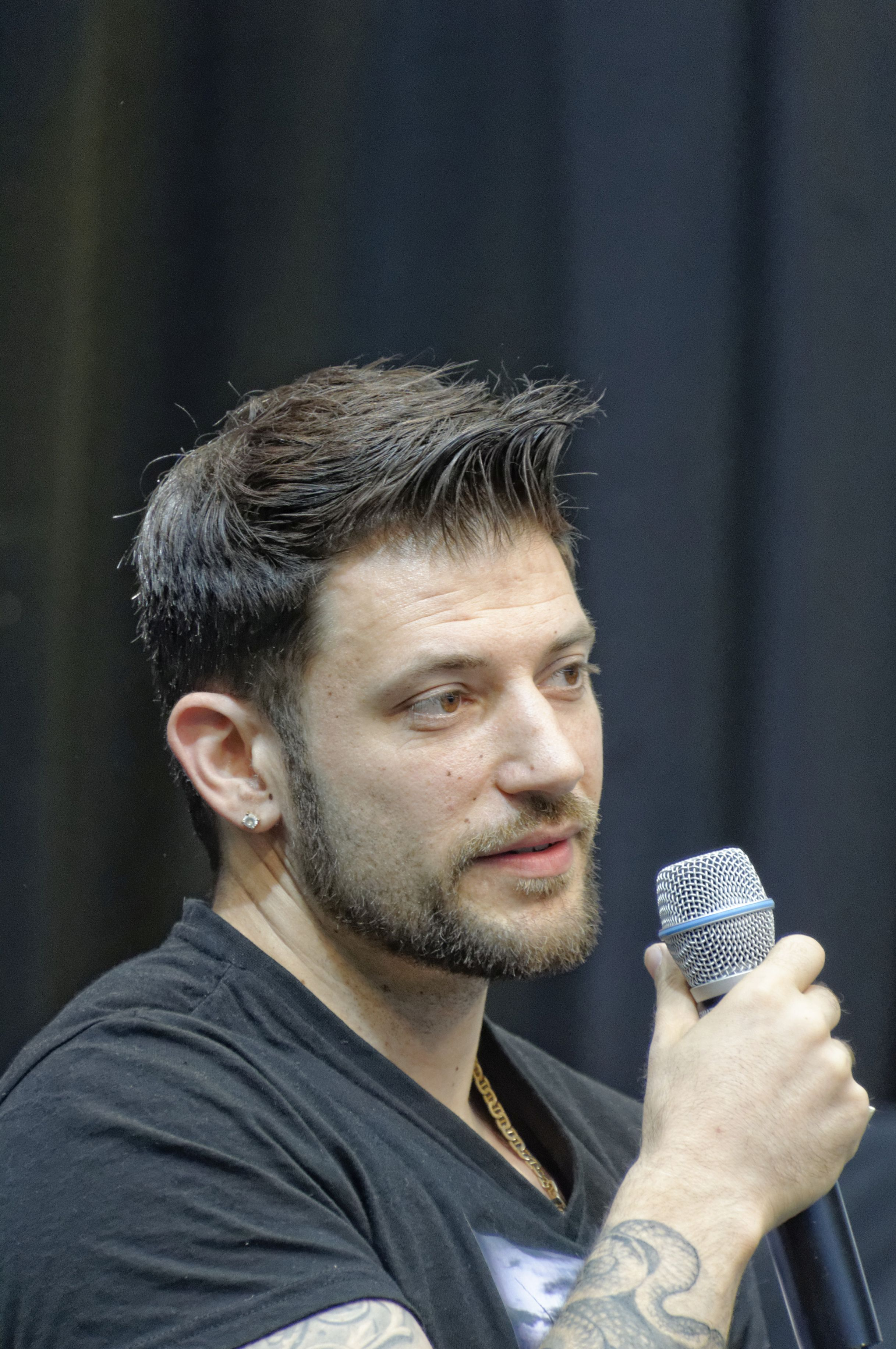
Stanislaw Janewski auf der ComicCon Germany 2018

Stanislaw Janewski (bulgarisch Станислав Яневски; * 16. Mai 1985 in Sofia, Bulgarien) ist ein bulgarischer Schauspieler.

## Lebenslauf
Janewski wurde in Bulgarien geboren und lebte zeitweise in Israel und England. Er besuchte die Mill Hill School in England. Janewski spricht fließend Englisch, Bulgarisch und Deutsch.
Seine bisher einzige namhafte Rolle ist in Harry Potter und der Feuerkelch, wo er den internationalen Quidditchspieler Viktor Krum spielt. In Hostel 2 spielt er die Rolle des Miroslav, der von einem Kannibalen bei lebendigem Leib verspeist wird.

## Filmografie (Auswahl)
- 2005: Harry Potter und der Feuerkelch (Harry Potter and the Goblet of Fire)
- 2007: Hostel 2
- 2010: Harry Potter und die Heiligtümer des Todes – Teil 1 (Harry Potter and the Deathly Hallows – Part 1)
- 2011: Resistance
- 2011: Undercover (Pod Prikritie, Fernsehserie, 9 Folgen)
- 2013–2015: Sofia Residents in Excess (Fernsehserie, 3 Folgen)
- 2021: Last Man Down